# إدارة رابرين
إدارة رابرين هو تقسيم إداري ضمن إقليم كردستان العراق ويضم قضائي رانية وبشدر التابعين إداريا لمحافظة السليمانية.
وتعد مدينة رانية المركز الإداري.

## الأقضية والنواحي
| التسلسل | الأقضية    | عدد السكان | النواحي                                                                           |
| ------- | ---------- | ---------- | --------------------------------------------------------------------------------- |
| 1       | قضاء رانية | 222730     | ناحية جوار قورنة، ناحية حاجي آوا، ناحية بيتواتة، ناحية سركبكان                    |
| 2       | قضاء بشدر  | 123179     | ناحية قلعة دزا، ناحية هيرو، ناحية هلشو، ناحية جاراوه، ناحية ناوه دشت، ناحية عيسوي |